# Індіанські мови
Індіа́нські мо́ви — загальна умовна назва мов індіанців — корінних народів Північної та Південної Америк.

## Визначення поняття корінних мов
Оскільки, згідно з традицією, ескімосів й алеутів, які живуть не лише в Америці, розглядають окремо від індіанців, мови, відповідно, не вважаються індіанськими. Термін є умовним: індіанські мови дуже відрізняються між собою і мають дуже мало спільних рис. Американський лінгвіст Джозеф Грінберг висунув так звану «америндську» гіпотезу, згідно з якою усі індіанські мови, окрім сім'ї на-дене, об'єднуються в єдину америндську макросім'ю. Однак більшість спеціалістів з індіанських мов поставилися до цієї гіпотези та до методології «масового порівняння мов», на якій вона ґрунтується, скептично і загалом не підтримали. Зараз зазвичай індіанські мови розглядаються як умовна сукупність різних мовних родин, об'єднаних лише на підставі географічних та історичних ознак.
Досить важко скласти точний перелік індіанських мов і вказати їх кількість. По-перше, багато мов вимерло внаслідок європейської колонізації континенту. Наприклад, уважається, що в доколумбівській Північній Америці на північ від імперії ацтеків існувало до чотирьохсот мов, а зараз їх залишилося лише трохи більше двохсот. Багато мов щезли перш, ніж їх якось зафіксовано. З другого боку, деякі мови Південної Америки, такі як кечуа, за останні століття значно розширили свій ареал — і стали рідними для багатьох народів, які раніше говорили іншими мовами. По-друге, проблемою є розмежування мов і діалектів: часто дуже важко визначити, чи дві споріднені мовні форми є діалектами, чи, можливо, окремим мовами. У проблеми немає чіткого лінгвістичного розв'язку, а вирішується вона часто за допомогою традиційних, етнічних, соціальних й інших аргументів, які часом суперечать одне одному.
З антропологічного та лінгвістичного погляду, Америка поділяється на Південну, Північну та Мезоамерику. Кордони останньої розуміють по різному: іноді як сучасні, тоді, наприклад, її північним кордоном є теперішній між Мексикою та США, або ж як історичні — зону впливу доколумбових культур, умовно зону впливу мая й ацтеків.

## Класифікація індіанських мов
Історія класифікації індіанських мов Північної Америки налічує понад півтора століття. Ще 1838 року П. Дюпонсо звернув увагу на типологічну схожість цих мов, а саме їх полісинтетизм. Авторами перших генетичних класифікацій були А. Галлатін у 1848 і Дж. Трамбулл у 1876. Але першою дійсно загальною та впливовою виявилася класифікація Джона Веслі Пауела.
Майор Пауелл (1834—1902) був мандрівником та натуралістом і працював в Бюро американської етнології. У класифікації, яку створив Пауелл та його співробітники, було виділено 58 мовних родин Північної Америки (1891), багато з виділених ним сімей зберегли свій статус у сучасній класифікації. Того ж 1819 року з'явилася інша важлива класифікація американських мов створена Даніелом Брінтоном, який ввів ряд важливих термінів, наприклад «юто-ацтецька сім'я». Також ця класифікація включала мови не лише Північної але й Південної Америки. Пізніші класифікації спиралися для північноамериканських мов на Пауелла, а для південноамериканських на Брінтона.
Невдовзі після публікації класифікації Пауела робилися спроби скоротити кількість північноамериканських мовних сімей. Ця скорочувальна тенденція отримала найяскравіше вираження в широковідомій класифікації Е. Сепіра (1921, 1929). Ця класифікація налічувала лише 6 макросімей (stocks) Північної Америки: ескімосо-алеутську, алгонкіно-вакашську, на-дене, пенутійську, хокансько-сіуанську та ацтецько-теноанську. Сам Сепір розглядав цю класифікацію як попередню гіпотезу, однак вона набула популярності і переважно повторювалася без цих застережень. Внаслідок некритичності використання склалося враження, що алгонкіно-вакашська чи хонансько-сіуанська сім'ї це такі ж визнані об'єднання мов як індоєвропейська чи уральська мовні родини Євразії. Однак насправді підтвердилася лише ескімосо-алеутська сім'я мов, а інші над родини були відкинуті більшістю спеціалістів.
Протистояння лінгвістів схильних об'єднувати (lumping) чи роз'єднувати (splitting) мови в родини зберігається в класифікації індіанських мов і досі. Починаючи з 1960-х років набуває силу роз'єднувальна тенденція, маніфестом якого стала книжка «Корінні мови Америки» (редактори Л. Кемпбелл і М. Мітун, 1979). В цій книжці використовується максимально консервативний підхід і наводиться 62 мовні роди, включно з деякими мезоамериканськими, між якими немає чітко доведеної спорідненості. Більше половини цих родин представлені одиничними ізольованими мовами. Ця класифікація ґрунтується на якісно іншому рівні знань про більшість північноамериканських мов, ніж в часи Сепіра, — в шістдесяті-сімдесяті роки XX століття була проведена детальна порівняльно-історична робота з усіма основними мовними родинами Північної Америки. Ця робота продовжувалася і далі. «Класифікація консенсусу» була опублікована в сімнадцятому, присвяченому мовам, томі фундаментального «Довідника з північноамериканських індіанців» (під редакцією А. Годдард, 1996). Ця класифікація з невеликими змінами повторює класифікацію 1979 року і містить також 62 генетичні мовні родини.
Перша детальна класифікація південноамериканських мов була запропонована чеським лінгвістом Ч. Лоукоткою. Ця класифікація містить 113 мовних сімей. Потім велику роботу з класифікації мов Амазоніт здійснив бразильський лінгвіст А. Родрігес. Одна з найсучасніших та найконсервативніших класифікацій належить Т. Кауфману.

## Мовна різноманітність та лінгвогеографічні особливості Америки
За спостереженням американського лінгвіста Р. Аустреліца, для Америки характерна значно більша генетична щільність, ніж для Євразії. Генетична щільність території — це кількість генетичних об'єднань певної місцевості поділена на її площу. Площа Північної Америки значно менша за площу Євразії, а от мовних родин у ній набагато більше. Цю ідею старанно розробила Дж. Ніколс (1990, 1992). Згідно з її даними, генетична щільність Євразії становить близько 1,3, у той час як у Північній Америці 6,6, у Мезоамериці — 28,0, Південній Америці — 13,6. Окрім того, окремі території мають ще вищу генетичну щільність наприклад Каліфорнія та північно-західне узбережжя США. Цей регіон є прикладом «замкненої мовної зони» з дуже високим мовним різноманіттям. Такі зони зазвичай виникають в специфічних географічних умовах коли суміщають природні перепони (узбережжя, гори тощо) та різноманітні, бажано багаті екосистеми. В таких умовах люди живуть відносно невеликими соціумами не маючи змоги та потреби в контактах з сусідами та розселенні. Каліфорнія та північно-західне узбережжя між горами та океаном з безліччю різноманітних екосистем ідеально відповідають цим умовам, що й стало причиною унікальної генетичної щільності, яка досягає в Каліфорнії 34,1. Навпаки центр Північної Америки Великі рівнини це «протяжна зона» там поширено лише кілька мовних сімей кожна з який однак займає досить велику територію і генетична щільність дорівнює 2,5.

## Заселення Америки і передісторія індіанських мов
Зараз загальноприйнятою теорією є заселення Америки через Берингію. Однак час заселення залишається дискусійним зараз домінує археологічно обґрунтована теорія про те, що Америка була стрімко заселена людьми приблизно 12-14 тисяч років тому. Однак ряд непрямих даних свідчить про значну старшу історію. Одним із них є величезне мовне різноманіття Америки. Згідно із сучасними поглядами, для того щоб досягти такого різноманіття з однієї мови мало б пройти близько 50 тисяч років. Іншим поясненням, якщо прийняти теорію про відносно недавнє заселення Америки, може бути лише ціла серія окремих міграцій різномовних народів.

## Основні родини індіанських мов
Нижче наведений перелік найбільших мовних сімей Америки в географічному порядку з півночі на південь. У списку не розрізняються живі та вимерлі мови.

### Мови Північної Америки
- На-дене
- Салішська мовна сім'я
- Вакашська мовна сім'я
- Алґська мовна сім'я
- Сіуанська мовна сім'я
- Ірокезька мовна сім'я
- Каддоанська мовна сім'я
- Мускозька мовна сім'я
- Кайова-таноанська мовна сім'я
- Пенутійська макросім'я
- Кочимі-юманська мовна сім'я
- Юто-ацтецька мовна сім'я — ця родина є перехідною між двома мовними регіонами — Північною Америкою та Мезоамерикою.

### Мови Мезоамерики
- Отомангейська мовна сім'я
- Тотонакська мовна сім'я
- Міхе-соке
- Маянська мовна сім'я
- Місумальпанська мовна сім'я

### Південна Америка
- Чибчанська мовна сім'я — ця родина є перехідною між двома мовними регіонами — Мезоамерикою та Південною Америкою.
- Аравацька мовна сім'я
- Карибська мовна сім'я
- Туканоанська мовна сім'я[en]
- Кечуанська мовна сім'я
- Аймарська мовна сім'я
- Паноанська мовна сім'я
- Же
- Тупійська макрородина

## Соціолінгвістичний стан індіанських мов
Індіанські мови мають дуже різноманітні соціолінгвістичні характеристики. Сучасний їх стан зумовлений як доколумбовою історією так і європейською колонізацією та існуванням в статусі меншинних мов. Хоч доля кожної мови унікальна, але є риси спільні для цілих ареалів, тому зручно розглянути Північну, Південну та Мезоамерику як окремі регіони.

### Північна Америка
Незважаючи на величезну кількість мов у Північній Америці її населення в доколумбові часи було вельми незначним. Оцінки коливаються від 1 до 8 мільйонів причому більшість тяжіє до нижньої межі. Зазвичай індіанські народи налічували тільки по кілька тисяч людей. Це положення збереглося і зараз коли індіанці є невеликою меншиною в США та Канаді. Лише деякі народи налічують десятки тисяч чоловік — навахо, дакота, крі, оджибва, черокі. Багато племен повністю щезли, або ж збереглися як народи, але втратили мову. Згідно з даними А. Годдарса, що, у свою чергу, ґрунтуються на даних М. Круасса, Б. Граймо й інших, у північній Америці збереглося 46 індіанських й ескімосо-алеутських мов, які достатня кількість дітей засвоюють як рідні. Окрім того, є 91 мова, якими володіє достатня кількість дорослих, і 72 мови, якими володіють лише окремі люди. Ще близько 120 відомих мов щезли. Практично усі індіанці Північної Америки володіють англійською чи іспанською або французькою. В останні десятиріччя в деяких племенах США та Канади індіанці та лінгвісти намагаються відродити корінні мови.

### Мезоамерика
Густонаселені держави цього регіону були знищені конкістадорами, але й досі індіанці нащадки давніх народів налічуються сотнями тисяч. Наприклад мовою масауа отомангейської родини — говорить 250—400 тисяч людей (Мексика), східно-уастекським науатлем юто-ацтецької родини — близько 400 тисяч (Мексика), маянськими мовами кекчі — 280 тисяч (Гватемала), західно-центральним кіче — понад 350 тисяч (Гватемала), юкатекською — близько півмільйона (Мексика). Узагалі середня кількість носіїв місцевих мов на порядок більша, ніж у Північній Америці.

### Південна Америка
У Південній Америці ситуація дуже неоднорідна. З одного боку, більшість мов мають украй мало мовців — декілька тисяч, сотень чи навіть десятків. Постійно йде процес зникнення мов. Але, водночас, загалом людей, що розмовляють індіанськими мовами, налічується від 11 до 15 мільйонів. Це сталося завдяки тому, що деякі індіанські мови стали спершу мовами міжнаціонального спілкування для цілих регіонів, а потім способом самоусвідомлення індіанців незалежно від конкретної національної приналежності. Деякі індіанські мови навіть отримали офіційний статус — кечуа, аймара, гуарані.